# Llaminer
El Llaminer és un personatge de la tradició nadalenca de Sabadell. Va néixer a partir d'una creació de la productora sabadellenca EventsSBD per a la programació de Nadal del 2021 de l'ajuntament de la ciutat i ràpidament ha esdevingut un personatge molt popular per a la infància i les famílies de la localitat i de Catalunya.
La seva funció és la d'obrir les finestres del calendari d'advent que s'instal·la a la façana de l'ajuntament entre els dies 1 i 24 de desembre de cada any just a l'emplaçament on hi ha la Fira de Santa Llúcia. També és el protagonista de l'espectacle musical Somriu el Nadal, que té lloc al municipi després del 24 de desembre i fins al final de les festes.

## El personatge
David Medina (actor que l'interpreta), Alexandra Alcañiz (estilista), Míriam Vila (dramaturga), Joan Baptista Torrella (productor artístic) i Albert Criado (productor executiu) en són els creadors. El Llaminer és un personatge alegre i eixerit amb una estètica basada en els dolços i les llaminadures. Porta un bastó de caramel blanc i vermell, roba de colors llampants i un barret ben llarg de sucre. Amb la seva imatge peculiar, el Llaminer és el mestre de cerimònies que cada dia d'advent a dos quarts de set de la tarda rep al públic concentrat a la plaça i, alhora, s'encarrega d'obrir les finestres il·luminades de l'Ajuntament i així alliberar les històries del seus amics i donar més llum a l'estel de les festes
L'any 2022 es va instal·lar la caseta del Llaminer al racó de l'església de Sabadell, un photocall en forma de casa de caramel on, una vegada acabat el seu espectacle, el Llaminer rep a totes aquelles persones que vulguin un record del Nadal. A més, després del darrer dia d'advent, la casa rebrà tots els amics del Llaminer. Entre els amics del protagonista del Nadal sabadellenc destaca la parella formada pel Soldadet Trencanous i la Ballarina, el Cuiner o la Fada de l'Hivern.

## Música
El personatge compta una banda sonora amb una vintena de cançonsque ja acumulen més de 150.000 reproduccions a les plataformes Spotify i Youtube. Tots els temes del Llaminer tenen la música composta per Xasqui Ten i les lletres de les cançons són de Míriam Vila i Joan Baptista Torrella.

## Marxandatge
L'any 2022 els comerços de Sabadell van produir una galeta amb la imatge impresa del Llaminer per celebrar la seva arribada.
L' any 2024 Nubet Creacions va inaugurar la primera Botiga del Llaminer a les Galeries Gràcia de Sabadell, un espai on es pot trobar  tot tipus de marxandatge relacionat amb aquest emblemàtic personatge, destacant especialment el peluix, que es va convertir en un autèntic èxit de vendes.
L'any 2024, l'empresa Hugo Dax va llençar al mercat una col·lecció de roba basada en els personatges del calendari, principalment el llaminer.